# 乾隆ガラス

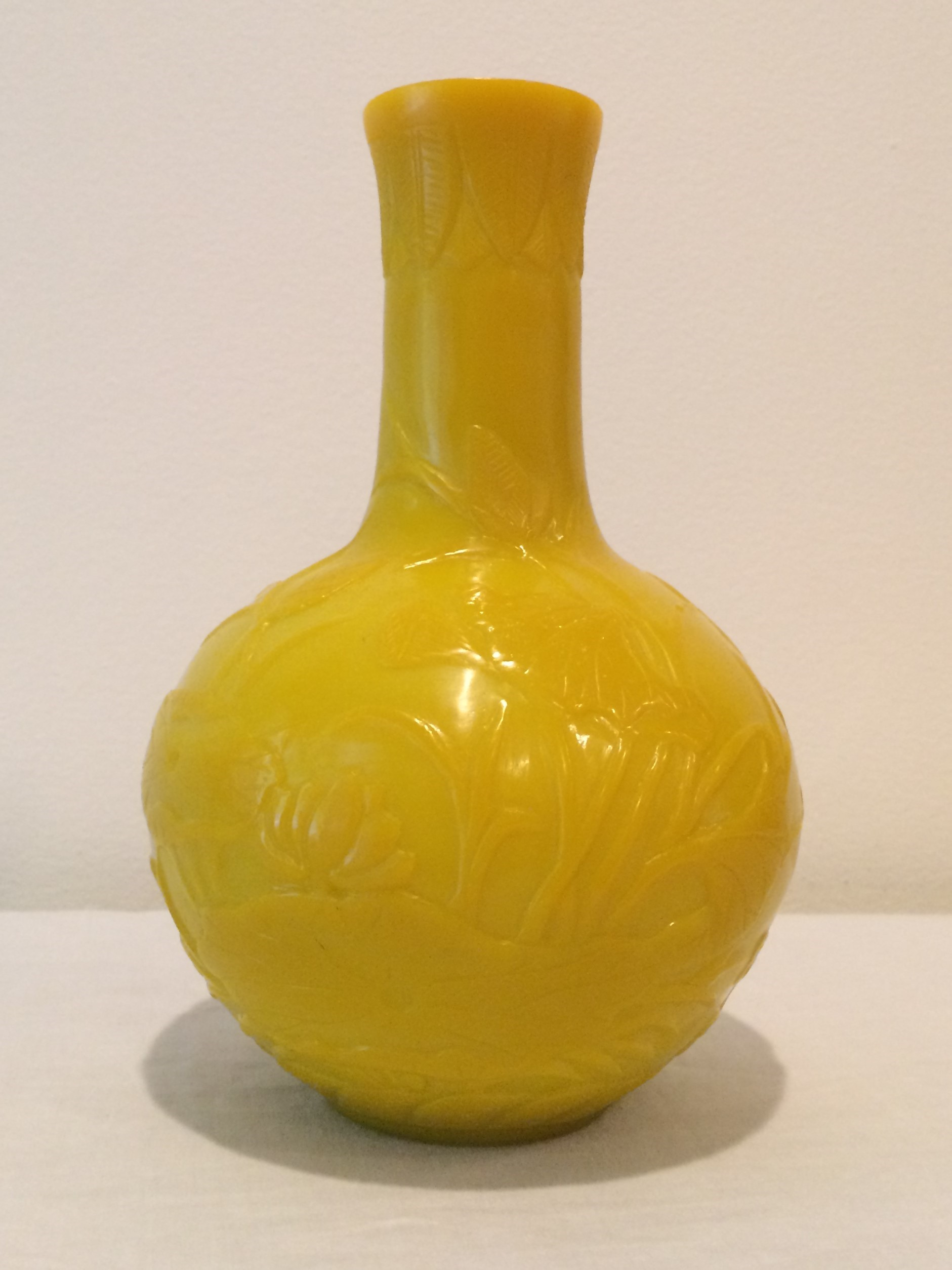
清朝第8代皇帝道光帝期の蓮が彫られた花瓶。色は清朝の国旗（黄龍旗）の黄色から「インペリアル イエロー」と呼ばれている。

乾隆ガラス（けんりゅうガラス、英語: Peking glass）は、清朝第6代皇帝の高宗乾隆帝の在位した18世紀頃に作られたガラスを指すが、広義的に乾隆ガラスは清代に作られたガラスのことを指す。
それまで中国で作られたガラスに対して、ヨーロッパから伝わったガラスの着色技術によって乾隆ガラスには多彩な色ガラス作品が多く作られた。ガラスの着色にはイスラムガラスのラスター法と同様に金属酸化物を使用するが、添加する金属酸化物の量によって膨張率が異なるために生産は習熟が求められ困難である。色ガラスの生産を初めとした乾隆ガラスの発達にはヨーロッパからのベネチアンガラスの技術の移入とともに、中国独自の技法と造形の確立によって大成された。
海禁政策の解除にともない乾隆ガラスはヨーロッパに渡り、従来のヨーロッパ美術からの転換を唱えた美術運動であるアール・ヌーヴォーの展開のきっかけとなった。こうして乾隆ガラスは、製造方法と技法を清に伝えたヨーロッパの芸術にも大きな影響を与えている。

## 技法
乾隆ガラスには、カメオ彫り・無垢彫琢法といった世界的にも特異な技法・様式が特徴である。カメオ彫りは中国で古くから確立されていた玉細工の技法が、ガラス工芸にも浸透して乾隆カメオ・ガラスが大成した。 乾隆ガラスの創始者でもあり、画期的な技術を清に伝えたとされるのはイエズス会宣教師のジュゼッペ・カスティリオーネ、ガブリエル＝レオナール・ド・ブロサール (Gabriel-Léonard de Brossard) である。特に、 カスティリオーネはエナメル絵付け技法を初めて清へ導入することで乾隆ガラスの色合いを多彩なものにした。他にも、 ヨーロッパからの技法の移入とともに乾隆ガラスは清国内でも技術革新が活発になり、フラックスである硼砂や脱色を可能とする亜ヒ酸といった物質の利用、金アベンチュリンの開発などが進んだ。

## 化学組成
乾隆ガラスはソーダガラスであり、ナトリウムを初めアルカリ分に富んだ化学組成をしている。中国では乾隆ガラスが作られるようになった清代以前にも、ガラスが漢代の頃から作られている。ガラスの中国における起源に対する明確な説はないものの戦国時代の遺跡からガラス器具が出土している。ローマガラスは乾隆ガラスの含まれるソーダガラスの一種であるナトロンガラスと古代中国で作られたガラスは異なる化学組成である。このために、中国でのガラスは独自の起源をもち、紀元前に起源があるとの考えの説も提唱されている。また、ヨーロッパからの技術移入で乾隆ガラスが作られるようになった17世紀のガラスはソーダガラスであったのに対して、1世紀前の16世紀の明代の中国では鉛を用いた鉛ガラスが作られていた。乾隆ガラスがソーダガラスから作られているのに対して古代中国で作られてにたガラスは主に鉛ガラスであり、歴史的に中国で使われた鉛ガラスと乾隆ガラスとには製法に断絶がある。中国でのガラスの化学組成の変化からも、ヨーロッパから伝わったガラス製法により乾隆ガラスが作られるようになったと考えられる。